# Водокрас
Водокра́с, Лягу́шечник (лат. Hydrocháris) — род водных растений семейства Водокрасовые.

## Ботаническое описание
Каждый побег начинается двумя короткими низовыми листьями, за которыми следуют до 5 длинночерешковых листьев с округлыми пластинками, при основании сердцевидными (как у кувшинки и нимфеи или водяной лилии, но в несколько раз меньше); из углов листьев выходят боковые плетеобразные побеги, развивающие на концах новые листья и придаточные корни. Отгнивши или оторвавшись от первоначального растения, такой побег становится самостоятельным; таким образом, водокрасы размножаются двояко.
Цветы двудомные — на одних растениях тычиночные (мужские), на других плодниковые (женские); выходят на длинных ножках из углов листьев, в начале совсем закрыты 1 или 2 полупрозрачными кроющими листками; мужских цветов 1 или 2, редко больше, на каждой ножке, с 12—15 сросшимися при основании тычинками и 3 белыми лепестками; женских — 2 с 6 неразвитыми тычинками, многогнездным плодиком и тоже 3 лепестками. Плоды не раскрываются.
У водокраса образуются зимующие почки с питательными веществами, длинные и плотные, опускающиеся осенью на дно и всплывающие весной. Длинные придаточные корни водокраса покрыты тонкими волосками, внутри которых совершается вращательное движение протоплазмы.

## Виды
По информации базы данных The Plant List, род включает 3 вида:
- Hydrocharis chevalieri (De Wild.) Dandy
- Hydrocharis dubia (Blume) Backer — Водокрас сомнительный, или азиатский
- Hydrocharis morsus-ranae L. — Водокрас обыкновенный